# Abraham Moses Klein
Pour les articles homonymes, voir Abraham Klein et Klein.
Abraham Moses Klein, né en 1909 à Ratne (Ukraine) et décédé à Montréal en 1972, est un avocat, poète et écrivain québécois. Il est l'un des plus grands poètes canadiens et une personnalité marquante de la culture judéo-canadienne.

## Biographie
Klein grandit dans le quartier ouvrier des immigrants juifs de Montréal et a fréquente l'école secondaire Baron Byng, où il est en première promotion. Il fait des études en Humanités et en Science politiques à l'Université McGill. Il a ensuite fait son droit à l'Université de Montréal. Tout en étudiant, Klein s'adonne à l'écriture poétique et commence à publier ses œuvres dans des périodiques canadiens et américains. Il s'avère un excellent orateur et débatteur et participera activement au mouvement de la jeunesse sioniste. Parmi ses amis intimes, notons : David Lewis, Francis Reginald Scott, John Leo Kennedy, Arthur James Marshall Smith et Leon Edel.
Après avoir terminé ses études à la Faculté de Droit de l'Université de Montréal, en 1933, il exerce la profession d'avocat jusqu'à sa retraite en 1956. Entre 1938 et 1955, il est rédacteur principal de et collaborateur attitré de l'hebdomadaire Canadian Jewish Chronicle. Il travaille, à la même époque, comme collaborateur anonyme et conseiller en relations publiques pour l'homme d'affaires et philanthrope canadien Samuel Bronfman. Dans ce travail, il sera notamment amené à écrire les discours de ce dernier.
Il sera également chargé de cours en poésie à l'Université McGill entre 1945-1948. Dans les mêmes années, il s'associe au Preview Group of Montreal Poets.
En 1949, il se présente, sans succès, comme candidat à la Co-operative Commonwealth Federation, mieux connu aujourd'hui comme le Parti social démocratique du Canada (PSD).
Dans les années 50, il souffre de dépression nerveuse, et se retirera des affaires publiques. Petit à petit, il se renfermera sur lui-même.

### Son écriture
Abraham Moses Klein n'est pas seulement poète. Il est aussi romancier, essayiste, critique, journaliste, chroniqueur, nouvelliste. Issu de la communauté juive de Montréal, il a été fortement influencé par les traditions culturelles sans toutefois partager la foi des rabbins. En effet, une grande partie de l'écriture de Klein est imprégnée d'images, de référent et d'idées propres à la culture juive. Par exemple, dans The Hitleriad, il laisse libre cours à sa colère contre les Nazis. Dans son roman allégorique intitulé The Second Scroll (trad. Le second rouleau), il s'inspire d'un voyage qu'il a fait en Europe, en Israël et au Maroc. Ce roman met en scène « les multiples sens de l’exil juif pour en révéler, au noyau, l’impératif d’abord humain ». Son dernier et meilleur recueil, The Rocking Chair and Other Poems, qui s'est mérité le Prix du Gouverneur général en 1948, dresse un portrait satirique du Québec.
Klein publie aussi de nombreux articles de journaux, récits, critiques de livres traductions de l'hébreu et du yiddish. Son œuvre regorge d'exubérance linguistique et d'érudition. « Dans sa poésie, Klein se montre sensible au mode de vie traditionnel du Québec, mais également aux sonorités du français canadien, en particulier aux éléments lexicaux et syntaxiques et aux cadences. Sa poésie en est infusée. » note Robert Schwartzwald, responsable d'études juives de la Faculté des arts et des sciences de l'Université de Montréal. Selon Sherry Simon, son écriture est « aux antipodes du naturalisme que l’on a souvent attribué à l'écriture juive de Montréal » ; c’est plutôt « dans la création consciente d’un langage imaginaire, un langage qui met en œuvre des réalités culturelles en mouvement, que s’élabore l’esthétique de Klein ».
Même si celui-ci est l'un des plus grands poètes canadiens et il démontrait un intérêt particulier pour les Québécois francophones, il reste, encore à ce jour, assez méconnu chez la communauté québécoise francophone.

## Œuvres

### Publiés de son vivant

#### Poésie
- Hath not a Jew, New York, Behrman Jewish Book House, 1940, 116 p.
- Poems, Philadelphie, Société de publication juive d'Amérique, 1944, 82 p.
- The Hitleriad, New York, New Directions, 1944, 30 p.
- Seven Poems, Montreal, A.M. Klein, 1947, 8 p.
- The Rocking Chair and Other Poems, Toronto, Ryerson Press, 1948, 56 p.

#### Roman
The Second Scroll, New York, Knopf, 1951, 198 p.

### Écrits posthumes
- The Collected Poems of A. M. Klein, New York, McGraw-Hill Ryerson, 1974, 373 p.  (ISBN 0070776253)
- Beyond Sambation: Selected Essays and Editorials, Toronto, University of Toronto Press, 1982, 541 p.  (ISBN 0802055664)
- Short Stories, Toronto, University of Toronto Press, 1983, 338 p.  (ISBN 0802055982)
- Poesie, Roma [Italy], Bulzoni, 1984, 213 p.
- The Second Scroll. Marlboro, Marlboro Press, 1985, 198 p.  (ISBN 0910395152)
- Literary Essays and Reviews, Toronto, University of Toronto Press, 1987, 424 p.  (ISBN 0802056865)
- Doctor Dwarf and Other Poems for Children, Kingston, Quarry Press, 1990, 32 p.  (ISBN 0919627412)
- Complete Poems, Toronto, University of Toronto Press, 1990, 1115 p.  (ISBN 0802058027)
- Le second rouleau, Montréal, Boréal, 1990, 217 p.  (ISBN 2890523241)
- Notebooks: Selections From the A. M. Klein Papers, Toronto, University of Toronto Press, 1994, 260 p.  (ISBN 0802029906)
- Selected Poems, Seymour Mayne, Zailig Pollock, Usher Caplan, eds. Toronto: University of Toronto Press, 1997, 197 p.  (ISBN 0802007341)

## Prix et Honneurs
- 1948 - Prix du Gouverneur général de poésie, (pour The Rocking Chair and Other Poems[4])
- 1952 - Prix David
- 1957 - Prix du Gouvernement du Québec
- 1957 - Médaille Lorne Pierce de la Société royale du Canada[5]
- 1988 - Le Prix A.-M.-Klein de littérature est créé en son honneur dans le but d'encourager et de promouvoir la littérature de langue anglaise au Québec[8].